# Perez Hilton
Mario Armando Lavandeira, Jr. (írói álnéven: Perez Hilton) (Miami, Florida, 1978. március 23. –) amerikai blogger. Blogját, a perezhilton.com-ot az amerikai sztárokról szóló pletykák első számú pletykaforrásaként tartják számon. Ő maga gyakran szerepel különféle televíziós műsorokban, nem rejtve el homoszexualitását illetve örökös feltűnési vágyát.

## Pályafutása
Hilton kubai szülők gyermekeként Miamiban látta meg a napvilágot. Állítása szerint csak általános iskolában tanult meg angolul. Bachelor of Arts szintű diplomáját 2000-ben a New York Egyetemen szerezte dráma szakon. 2002-ben költözött Los Angelesbe, ahol ma is él. Hilton eredetileg színész szeretett volna lenni, dolgozott meleg jogvédő szervezetek aktivistájaként, illetve az Urban Outings nevű meleg bár recepciósaként is tevékenykedett, mielőtt blogolásba kezdett.

## PerezHilton.com
Hilton blogkarrierja a PageSixSixSix.com nevű oldallal indult 2004-ben, fél évvel később már Hollywood leggyűlöltebb blogjaként tartották számon. Hilton elhivatottsága a celebvilág életének dokumentálása iránt saját magamutogatás iránti olthatatlan vágyából fakad. Jól bizonyítja ezt a honlapján található „Personally Perez” fül. A blog fő jellemzője, hogy szarkasztikus, csípős humorával kellemetlen helyzetbe hozza a pletykák célpontjaiként szolgáló színészeket, énekeseket, televíziós személyiségeket. Gyakran a más portálok által publikált vagy az olvasók által beküldött lesifotókat saját paint szerkesztéseivel látja el, amelyek meglehetősen sokszor tartalmaznak nemiszerveket, illetve különféle testnedveket. Különösen gyűlölt szereplők a Disney Channel sztárjai, mint Vanessa Hudgens vagy A Gossip Girl – A pletykafészek sorozatból is ismert Taylor Momsen. Lady Gaga vagy az írói álnév múzsájául szolgáló Paris Hilton viszont általában nem tűnik fel negatív színben.

## Siker és botrányok
A blog népszerűségére jellemző, hogy Perez Hilton állítása szerint 2007. július 30-án - egy általa átlagosnak nevezett napon - a látogatottsága elérte a 8.82 millió oldalletöltést.[forrás?] Fergie 2006-os dalában, a Pedestalban bevallottan Perez Hiltonról énekel, mivel az gyakran megkeserítette posztjaival az életét. 2007 augusztusában megbízható forrásokra hivatkozva közölte, hogy Fidel Castro meghalt. Ezt 2009-ben Tyra Banks televíziós műsorában nyilvánosan megbánta.[forrás?] 2008-ban a terra.com Hiltont nevezte a Year in Honor of Hispanic Heritage Month díjra. 2009-ben beperelte a The Black Eyed Peas zenekar menedzserét érzelmi és fizikai bántalmazás miatt.